# Малкантоне (Пјаченца)
Малкантоне је насеље у Италији у округу Пјаченца, региону Емилија-Ромања.
Према процени из 2011. у насељу је живело 69 становника. Насеље се налази на надморској висини од 85 м.